# Беммель, Вильгельм фон

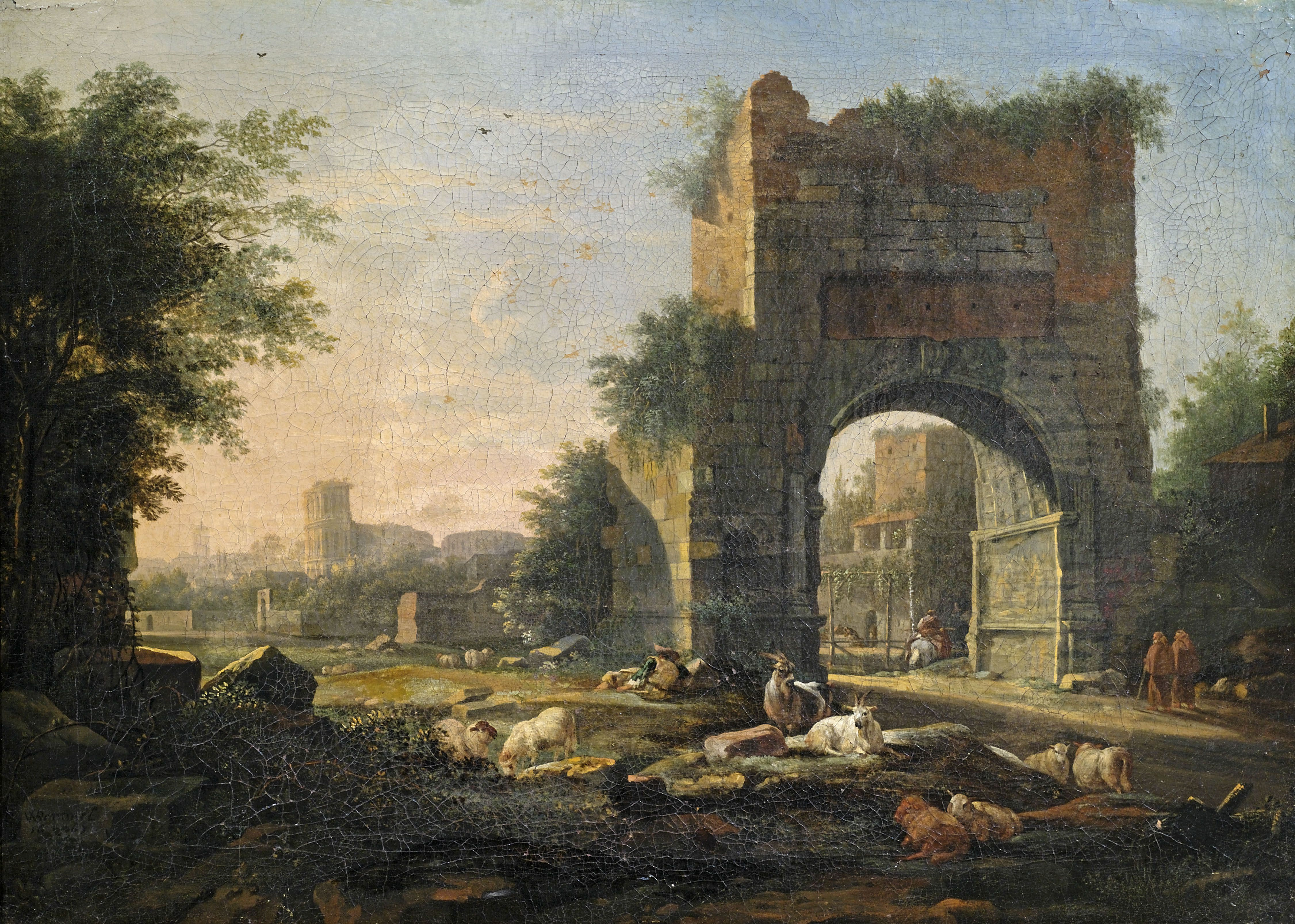
Итальянский пейзаж, 1667

Вильгельм фон Беммель или Виллем ван Беммель (нидерл. Willem van Bemmel, нем. Wilhelm von Bemmel; 10 июня 1630, Утрехт — 20 декабря 1708, Нюрнберг) — голландский художник-пейзажист Золотого века Нидерландов.

## Биография

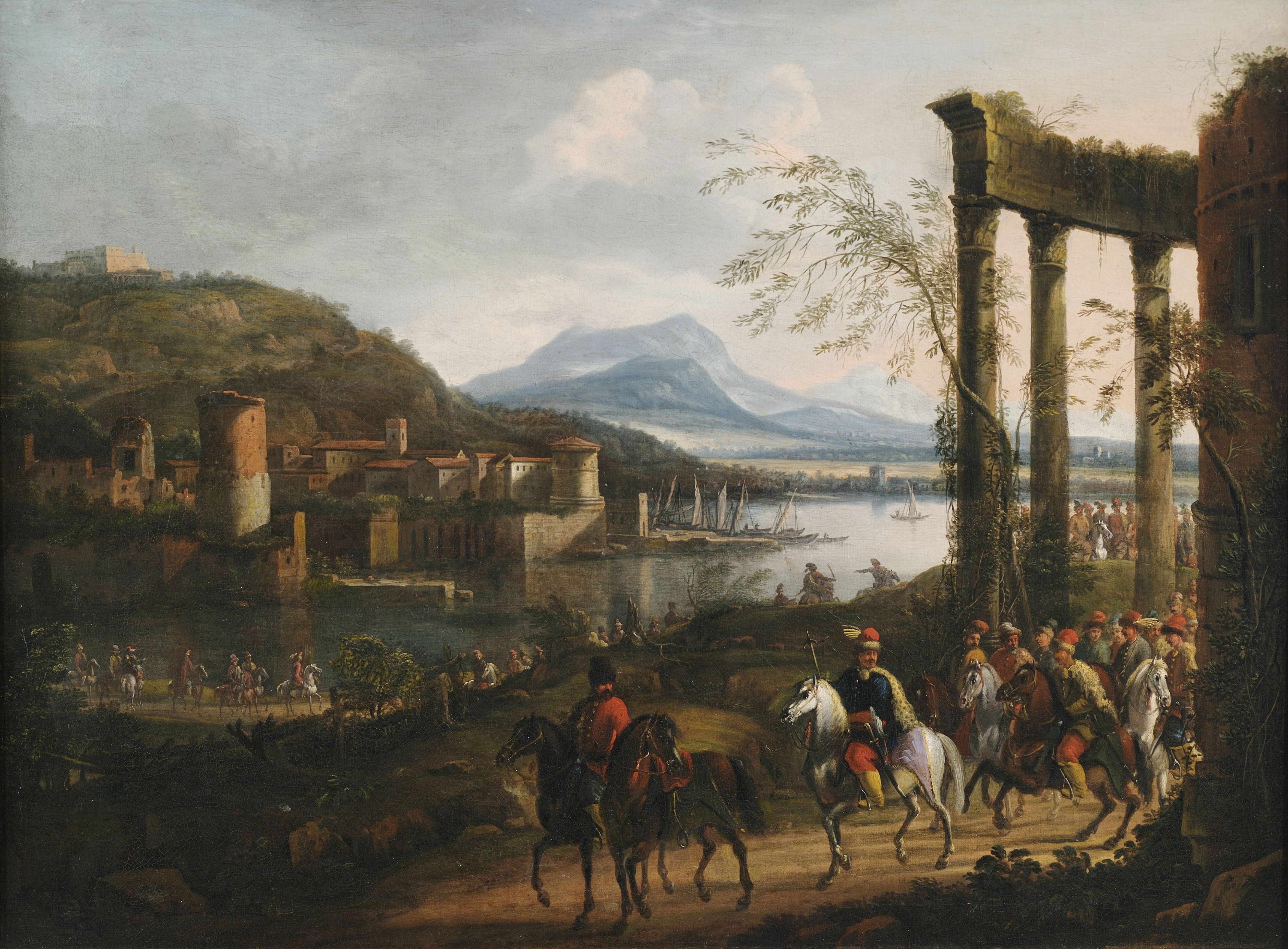
Итальянский пейзаж

Родоначальник многочисленного семейства живописцев Беммель. Его сыновья Иоганн Георг и Петер фон Беммель также были известными художниками-пейзажистами.
Родился в Утрехте, куда его родные переселились из Бургундии вследствие религиозных преследований.
Вильгельм в 1645—1647 годах учился у Корнелиса Сафтлевена пейзажной живописи, потом отправился в Гран-тур в Италию, посетил Рим, в 1647—1649 годах жил в Венеции, затем вновь переехал в Рим, где пробыл шесть лет и стал членом художественного общества «Перелётные птицы», побывал в Неаполе, затем путешествовал по Англии и Германии и, наконец, в 1656 г. поступил на службу к ландграфу гессен-кассельскому, у которого пробыл шесть лет и написал много прекрасно исполненных пейзажей, большей частью по воспоминаниям о Тиволи.
Более половины своей жизни он провёл в Нюрнберге.